# شوتایم
شوتایم (به انگلیسی: Showtime) نام یک شبکه کابلی تلویزیونی آمریکایی است که در سال ۱۹۷۶ تأسیس شد. شرکت سی‌بی‌اس مالک این شبکه است.

## برنامه‌ها
- دکستر (Dexter): دکستر یک سریال درام، جنایی است که از سال ۲۰۰۶ تا ۲۰۱۳ پخش شد و موفقیت‌های زیادی در جشنواره‌های متعددی کسب کرده‌است.
- بی‌شرم (Shameless): بی‌شرم یک سریال کمدی (تاریک) است که از سال ۲۰۱۰تا سال 2021 در حال پخش است که در واقع بازسازی سریال بریتانیایی به همین نام است ولی نسخهٔ آمریکایی بی‌شرم بسیار موفق‌تر بوده‌است.
- میهن (Homeland): سریال آمریکایی درام سیاسی جنایی است که از سال ۲۰۱۱ اپیزود اول آن پخش شده‌است و تا سال ۲۰۱۷ میلادی شش فصل آن تولید شده‌است.
- ری داناوان (Ray Donovan): سریال درام جنایی که از ۳۰ ژوئن ۲۰۱۳ پخش آن آغاز شده و تا سال ۲۰۱۷ میلادی پنج فصل آن تولید شده‌است.
- اساتید وحشت (Masters of Horror): یک مجموعه تلویزیونی آمریکایی است به کارگردانی میک گریس که ۲۰۰۵ برای شبکه کابلی شوتایم تولید شده‌است.
- علف (Weeds): مجموعه تلویزیونی ساخته شده توسط جنجی کوهان است که بین سال‌های ۲۰۰۵ و ۲۰۱۲ از شبکه شوتایم پخش می‌شد. نام این مجموعه اشاره به ماریجوانا دارد.
- به عجیبی مردم یا به دگرباشی مردم (Queer as Folk): مجموعه تلویزیونی با مضمونهمجنسگرایی از شبکه شوتایم بود که از سال ۲۰۰۰ تا ۲۰۰۵ در آمریکا و کانادا پخش می‌شد.
- داستان عامه‌پسند (Penny Dreadful): یک مجموعه تلویزیونی آمریکایی در گونه دراموحشت است که جان لوگان نویسندگی و تهیه‌کنندگی مجموعه و سام مندس و خودِ لوگان هم مدیریت تولید آن را بر عهده دارند.
- آمریکا که است؟ (Who Is Amercia): سریال تلویزیونی طنز سیاسی است که توسط ساشا بارون کوهن ساخته شده‌است و در تاریخ ۱۵ ژوئیه ۲۰۱۸ پخش شد.
- رابطه (The Affair): یک مجموعه تلویزیونی آمریکایی در گونه درام-هیجان انگیز است و دارای ۵ فصل هست که از سال ۲۰۱۴ تا سال ۲۰۱۹ در شبکه شوتایم پخش می شد.